# Chrzanów (gemeente in powiat Chrzanowski)
De gemeente Chrzanów is een stad- en landgemeente in het Poolse woiwodschap Klein-Polen, in powiat Chrzanowski.
De zetel van de gemeente is in Chrzanów.
Op 30 juni 2004 telde de gemeente 50 166 inwoners.

## Oppervlakte gegevens
In 2002 bedroeg de totale oppervlakte van gemeente Chrzanów 79,33 km², waarvan:
- agrarisch gebied: 45%
- bossen: 37%

De gemeente beslaat 21,35% van de totale oppervlakte van de powiat.

## Demografie
Stand op 30 juni 2004:
| Omschrijving                   | Totaal | Totaal | Vrouwen | Vrouwen | Mannen | Mannen |
| ------------------------------ | ------ | ------ | ------- | ------- | ------ | ------ |
| eenheid                        | aantal | %      | aantal  | %       | aantal | %      |
| inwoners                       | 50 166 | 100    | 26 143  | 52,1    | 24 023 | 47,9   |
| bevolkingsdichtheid (inw./km²) | 632,4  | 632,4  | 329,5   | 329,5   | 302,8  | 302,8  |

In 2002 bedroeg het gemiddelde inkomen per inwoner 1206,48 zł.

## Plaatsen
- stad Chrzanów

sołectwo:
- Balin
- Luszowice
- Okradziejówka
- Płaza
- Pogorzyce
- Źrebce

## Aangrenzende gemeenten
Alwernia, Babice, Jaworzno, Libiąż, Trzebinia